# أبل 1
أبل I (بالإنجليزية: Apple I)‏  للعلامة التجارية أبل، هو واحد من أوائل الحواسيب الشخصية.

## التاريخ

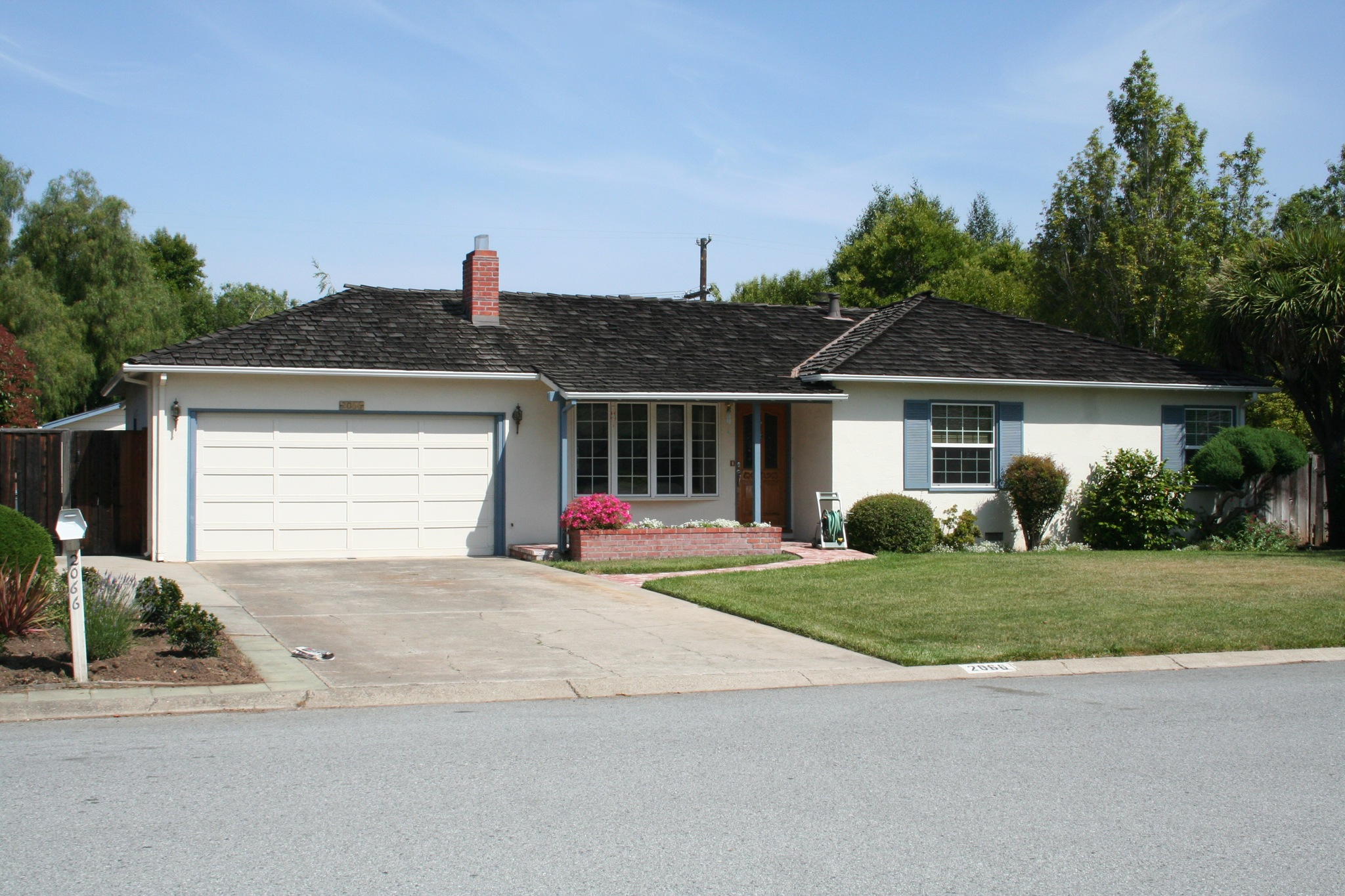
منزل والدي ستيف جوبز، 2066 كريست دريف، لوس ألتوس (كاليفورنيا). تاريخ أبل بدأ في مرآب لتصليح السيارات في عام 1975.

صممه ستيف وزنياك، ستيف جوبز ورونالد واين في مرآب جوبز كان أول منتج من أبل وصدر في نيسان/أبريل 1976. كان سعره 666,66 دولار ، الذي يوافق اليوم حوالي 2 700 $ (2 070 أورو) مع الأخذ بعين الاعتبار التضخم. حوالي 200 وحدة منتجة. خمسين منهم قد تم بيعها من قبل متجر الإلكترونيات في ماونتن فيو. على عكس أجهزة الكمبيوتر الأخرى عشاق هذا العصر، والتي كانت تباع على أنها مجموعات.
استخدام لوحة المفاتيح والشاشة أعطى لأبل 1 التميز عن باقي المنافسين، مثل ألتير 8800، والذي تم برمجته بشكل عام مع مفاتيح تستخدم أضواء تومض على الشاشة. وهذا ما جعل أبل 1 الجهاز الجديد وقتها، على الرغم من عدم توفره على الرسومات أو الأصوات الوظائفية. توقف إنتاج أبل 1 في آذار/مارس 1977، وذلك مع ظهور أبل 2 الذي سيقوم بأخد المكان بعده.
لا تزال هناك ست نسخ من أبل 1 في حالة جيدة وتعمل، مما يجعل منها أغراض لجامعي المقتنيات القديمة.
استنساخ البرنامج المتوافق مع أبل 1 أنتج باستخدام مكونات من الجيل الجديد، وقد تم وضعها في السوق في عام 2003 بكمية محدودة بسعر حوالي 200 دولار.

## المواصفات
| النوع                 | ميزته                                                       |
| --------------------- | ----------------------------------------------------------- |
| المعالج               | موس تكنولوجي 6502، 8-بت المعالج قيد التشغيل في 1 ميجا هيرتز |
| نظام النواقل          | 1 ميجا هيرتز                                                |
| ذاكرة الوصول العشوائي | 8 كيلوبايت، قابلة للتوسيع إلى 64 كيلوبايت                   |
| ذاكرة القراءة         | 256 أوكتي                                                   |
| عرض                   | 40x24                                                       |

## أبل I على الشاشة
- 1999: قراصنة وادي السيليكون،وهو فيلم تلفزيوني يروي بطريقة رومانسية رحلة في 1970 و1980، لستيف جوبز وستيف وزنياك (مؤسسي أبل) ثم بيل غيتس وبول آلن (مؤسسي مايكروسوفت).
- 2013: جوبز، وهو فيلم يرسم مسيرة ستيف جوبز من 1971 إلى 2001.

## المزادات
تم بيغ النسخة الأصلية من أبل 1 مع تغليفها الأصلي ورسالة موقعة من قبل ستيف جوبز في مزاد علني في دار كريستيز في لندن يوم 23 تشرين الثاني/نوفمبر 2010 بنحو 15٬000دولار.
في 15 يونيو 2012 تم ببع أبل 1 واحد مقابل 374٬000 دولار في مزاد علني في دار سوثبي للمزادات في نيويورك. في حين كانت أعلى تقديرات المحللين 180٬000 دولار.
وفي 25 مايو 2013 في ألمانيا، الدلال أوي بريكر قد باع في مزاد علني آخر نسخة من أبل 1 إلى رائد أعمال من الشرق الأقصى بسعر 671٬400 دولار أو حوالي 519٬000 يورو.
يوم 22 أكتوبر 2014 في الولايات المتحدة، دار بونهامز باعت في المزاد نسخة من أبل 1 في متحف هنري فورد في ديربورن بميشيغان بسعر 905٬000 دولار.